# Leichtathletik-Weltmeisterschaften 2003/4 × 400 m der Männer
Die 4-mal-400-Meter-Staffel der Männer bei den Leichtathletik-Weltmeisterschaften 2003 wurde am 30. und 31. August 2003 im Stade de France der französischen Stadt Saint-Denis unmittelbar bei Paris ausgetragen.
Weltmeister wurde Frankreich in der Besetzung Leslie Djhone (Finale), Naman Keïta, Stéphane Diagana und Marc Raquil sowie dem im Vorlauf außerdem eingesetzten Ahmed Douhou.

Den zweiten Platz belegte Jamaika mit Brandon Simpson, Danny McFarlane (Finale), Davian Clarke und Michael Blackwood (Finale) sowie den im Vorlauf außerdem eingesetzten Michael Campbell und Lanceford Spence.

Bronze ging an Bahamas mit Avard Moncur, Dennis Darling (Finale), Nathaniel McKinney und Chris Brown sowie dem im Vorlauf außerdem eingesetzten Carl Oliver.
Auch die nur im Vorlauf eingesetzten Läufer erhielten entsprechendes Edelmetall. Rekorde standen dagegen nur den tatsächlich laufenden Athleten zu.

## Bestehende Rekorde
| Weltrekord | 2:54,29 min | USA (Andrew Valmon, Quincy Watts, Harry Reynolds, Michael Johnson) | WM 1993 in Stuttgart, Deutschland | 22. August 1993 |
| WM-Rekord  | 2:54,29 min | USA (Andrew Valmon, Quincy Watts, Harry Reynolds, Michael Johnson) | WM 1993 in Stuttgart, Deutschland | 22. August 1993 |

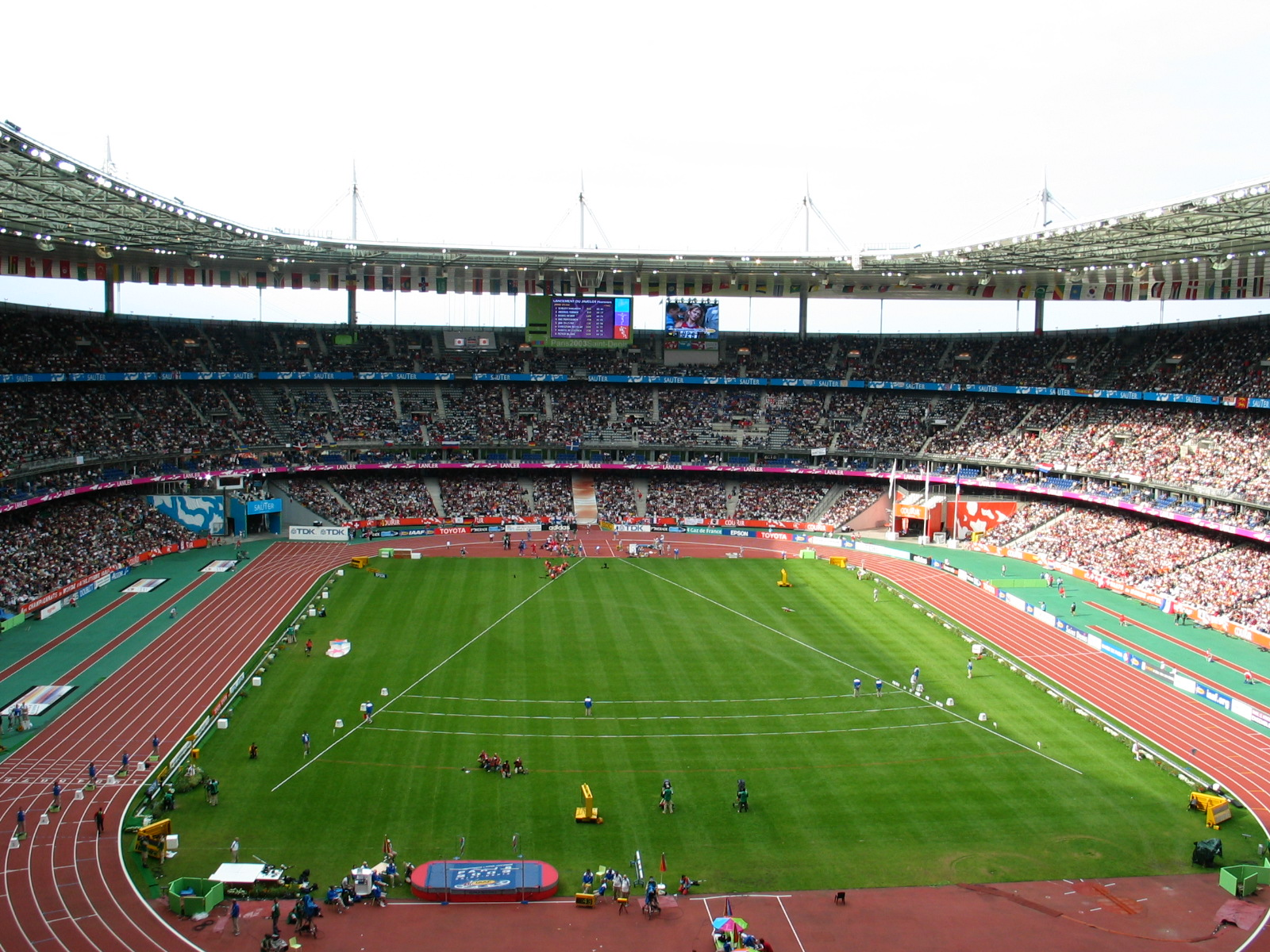
Stade de France in Paris/Saint-Denis am Schlusstag der Leichtathletik-Weltmeisterschaften

Der bestehende WM-Rekord wurde bei diesen Weltmeisterschaften nicht eingestellt und nicht verbessert.
Zwei Staffeln stellten nationale Rekorde auf:
- 3:02,31 min – Griechenland (Stilianos Dimotsios, Anastasios Gousis, Panayiotis Sarris, Periklis Iakovakis), 2. Vorlauf am 30. August
- 2:58,96 min – Frankreich (Leslie Djhone, Naman Keïta, Stéphane Diagana, Marc Raquil), Finale am 30. August

## Doping
Das Finale hatte ursprünglich die US-Staffel gewonnen. Die Goldmedaille wurde ihr aberkannt, nachdem Jerome Young und Calvin Harrison wegen Dopingvergehens disqualifiziert und gesperrt worden waren.
Benachteiligt wurden in erster Linie drei Staffeln:
- Frankreich – Die Mannschaft, die im Finale Landesrekord gelaufen war, konnte ihre Silbermedaille erst mit großer Verspätung gegen die verdiente Goldmedaille eintauschen.
- Bahamas – Das Team erhielt seine Bronzemedaille ebenfalls mit großer Verspätung und konnte außerdem nicht an der Siegerehrung teilnehmen.
- Australien – Die Staffel wurde um die Finalteilnahme gebracht, an dem sie über die Zeitregel hätte teilnehmen können.

## Vorrunde
Die Vorrunde wurde in drei Läufen durchgeführt. Die ersten beiden Staffeln pro Lauf – hellblau unterlegt – sowie die darüber hinaus zwei zeitschnellsten Teams – hellgrün unterlegt – qualifizierten sich für das Finale.

### Vorlauf 1
30. August 2003, 18:55 Uhr
| Platz | Staffel       | Besetzung                                                                        | Zeit (min)                                     |
| ----- | ------------- | -------------------------------------------------------------------------------- | ---------------------------------------------- |
| 1     | Bahamas       | Avard Moncur Nathaniel McKinney Carl Oliver (Vorlauf) Chris Brown                | 3:01,33                                        |
| 2     | Spanien       | Eduardo Rodríguez David Canal Salvador Rodríguez Antonio Manuel Reina            | 3:02,26                                        |
| 3     | Australien    | John Steffensen Clinton Hill Paul Pearce Mark Ormrod                             | 3:02,89 eigentlich für das Finale qualifiziert |
| 4     | Deutschland   | Ingo Schultz Sebastian Gatzka Ruwen Faller Bastian Swillims                      | 3:04,72                                        |
| DSQ   | Saudi-Arabien | Hamed Hamadan al-Bishi Hadi Soua’an al-Somaily Mohammed al-Salhi Hamdan al-Bishi | IAAF Rule 170.19 Wechselfehler                 |
| DSQ   | Belarus       | Aleksandr Yelistratov Yevgeniy Mikheyko Leonid Vershinin Sergey Kozlov           | IAAF Rule 163.3 Bahnübertreten                 |
| DOP   | USA           | Calvin Harrison Mitch Potter (Vorlauf) Adam Steele (Vorlauf) Derrick Brew        | für das Finale zugelassen                      |

### Vorlauf 2
30. August 2003, 19:03 Uhr
| Platz | Staffel      | Besetzung                                                                           | Zeit (min)                                   |
| ----- | ------------ | ----------------------------------------------------------------------------------- | -------------------------------------------- |
| 1     | Jamaika      | Michael Campbell (Vorlauf) Brandon Simpson Lanceford Spence (Vorlauf) Davian Clarke | 3:01,37                                      |
| 2     | Griechenland | Stilianos Dimotsios Anastasios Gousis Panayiotis Sarris Periklis Iakovakis          | 3:02,31 NR                                   |
| 3     | Japan        | Yuki Yamaguchi Takahiko Yamamura Jun Osakada (Vorlauf) Mitsuhiro Sato               | 3:02,35                                      |
| 4     | Kanada       | Tyler Christopher Shane Niemi Gary Reed Keston Nelson                               | 3:02,97                                      |
| 5     | Rumänien     | Florin Suciu Alexandru Mardan Alexandru Cristea Ioan Vieru                          | 3:06,42                                      |
| 6     | Botswana     | Oganeditse Moseki Johnson Kubisa Kagiso Kilego Gaolisela Salang                     | 3:07,91                                      |
| DSQ   | Nigeria      | Musa Audu Boloji Lawal James Godday Abayomi Agundiabe                               | IAAF Rule 170.20 Aufstellungs-/Wechselfehler |

### Vorlauf 3
30. August 2003, 19:11 Uhr
| Platz | Staffel                 | Besetzung                                                                       | Zeit (min)                                   |
| ----- | ----------------------- | ------------------------------------------------------------------------------- | -------------------------------------------- |
| 1     | Frankreich              | Ahmed Douhou (Vorlauf) Naman Keïta Stéphane Diagana Marc Raquil                 | 3:01,79                                      |
| 2     | Großbritannien          | Timothy Benjamin (Vorlauf) Sean Baldock Ian Mackie Daniel Caines                | 3:02,22                                      |
| 3     | Südafrika               | Marcus La Grange Ockert Cilliers Alwyn Myburgh Paul Gorries                     | 3:03,05                                      |
| 4     | Russland                | Anton Galkin Alexander Ussow Andrei Rudnizki Ruslan Maschtschenko               | 3:03,62                                      |
| 5     | Irland                  | Paul McKee Gary Ryan David McCarthy David Gillick                               | 3:04,31                                      |
| DSQ   | Dominikanische Republik | Arismendy Peguero Carlos Santa José Peralta Félix Sánchez                       | IAAF Rule 170.20 Aufstellungs-/Wechselfehler |
| DSQ   | Kenia                   | Vincent Mumo Kiilu Joseph Mwengi Mutua Victor Kibet Ezra Sambu                  | IAAF Rule 170.20 Aufstellungs-/Wechselfehler |
| DSQ   | Sri Lanka               | Prasanna Amarasekara Rohan Pradeep Kumara Ranga Wimalawansa Sugath Thilakaratne | IAAF Rule 170.20 Aufstellungs-/Wechselfehler |

## Finale
31. August 2003, 19:35 Uhr
| Platz | Staffel        | Besetzung | Zeit (min) |
| ----- | -------------- | --- | ---------- |
| 1     | Frankreich     | Leslie Djhone (Finale) Naman Keïta Stéphane Diagana Marc Raquil im Vorlauf außerdem: Ahmed Douhou                                        | 2:58,96 NR |
| 2     | Jamaika        | Brandon Simpson Danny McFarlane (Finale) Davian Clarke Michael Blackwood (Finale) im Vorlauf außerdem: Michael Campbell Lanceford Spence | 2:59,60    |
| 3     | Bahamas        | Avard Moncur Dennis Darling (Finale) Nathaniel McKinney Chris Brown im Vorlauf außerdem: Carl Oliver                                     | 3:00,53    |
| 4     | Großbritannien | Ian Mackie Sean Baldock Christopher Rawlinson (Finale) Daniel Caines im Vorlauf außerdem: Timothy Benjamin                               | 3:01,00    |
| 5     | Spanien        | Eduardo Rodríguez David Canal Salvador Rodríguez Antonio Manuel Reina                                                                    | 3:02,50    |
| 6     | Griechenland   | Stilianos Dimotsios Anastasios Gousis Panayiotis Sarris Periklis Iakovakis                                                               | 3:02,56    |
| 7     | Japan          | Yuki Yamaguchi Takahiko Yamamura Kenji Tabata (Finale) Mitsuhiro Sato im Vorlauf außerdem: Jun Osakada                                   | 3:03,15    |
| DOP   | USA            | Calvin Harrison Tyree Washington (Finale) Derrick Brew Jerome Young (Finale) im Vorlauf außerdem: Mitch Potter Adam Steele               |            |